# Кардозу, Лаура
Лаура Кардозу (порт. Laura Cardoso; 13 сентября, 1927, Сан-Паулу) —  бразильская актриса театра, кино и телевидения.
Карьера Кардозу длилась свыше 60 лет.  Лауреат 12 национальных наград, включая три приза Cinema Brazil Grand Prize   — самой престижной премии в бразильском кинематографе. В 2006 году Лаура получила из рук президента Бразилии Orden del Mérito Cultural за вклад в культурную жизнь страны.
С 1949 по 1980 год была замужем за Фернандо Балерони. В этом браке у пары родилось две дочери — Фернанда и Фатима.